# Aleksander Zidanšek
Aleksander Zidanšek, slovenski fizik in pedagog, * 8. oktober 1965.
Zidanšek je redni profesor na Fakulteti za naravoslovje in matematiko Univerze v Mariboru, raziskovalec na Institutu "Jožef Stefan" in glavni tajnik na Mednarodni podiplomski šoli Jožefa Stefana, kjer je tudi koordinator progama Erasmus+.
Ukvarja se z raziskavami s področja fizike kondenzirane materije, elektromagnetnih senzorjev, fizike tekočih kristalov, fizike okolja in trajnostnega razvoja ter izobraževanja in usposabljanja.
Leta 1998 je bil med pobudniki Lokalne Agende 21 v občini Slovenske Konjice in je vodil koordinacijsko skupino za Lokalno Agendo 21. Iz te pobude je nastalo leta 2000 Društvo za trajnostni razvoj Dravinjske Doline, ki je prevzelo vodenje Lokalne Agende. 
Na področju varovanja okolja sodeluje v različnih civilnih pobudah, predvsem v Ekološki iniciativi Rače.
Z Rimskim klubom se je aktivno srečal leta 2001, ko je sodeloval na ustanovnem srečanju tt30 v Hamburgu, leta 2005 pa je postal pridruženi član Rimskega kluba in je predsednik Slovenskega združenja Rimskega kluba.